# Église Saint-Édouard de Berlin
L'église Saint-Édouard (St.-Eduard-Kirche) est une église catholique de l'archidiocèse de Berlin située dans le quartier de Neukölln à Berlin. Elle a été consacrée en 1907 et rappelle également le souvenir d'Eduard Müller (de) surnommé l'« apôtre de Berlin ». Elle est placée sous le vocable de saint Édouard le Confesseur, saint patron d'Eduard Müller. C'est un monument classé de style néo-roman.

## Historique

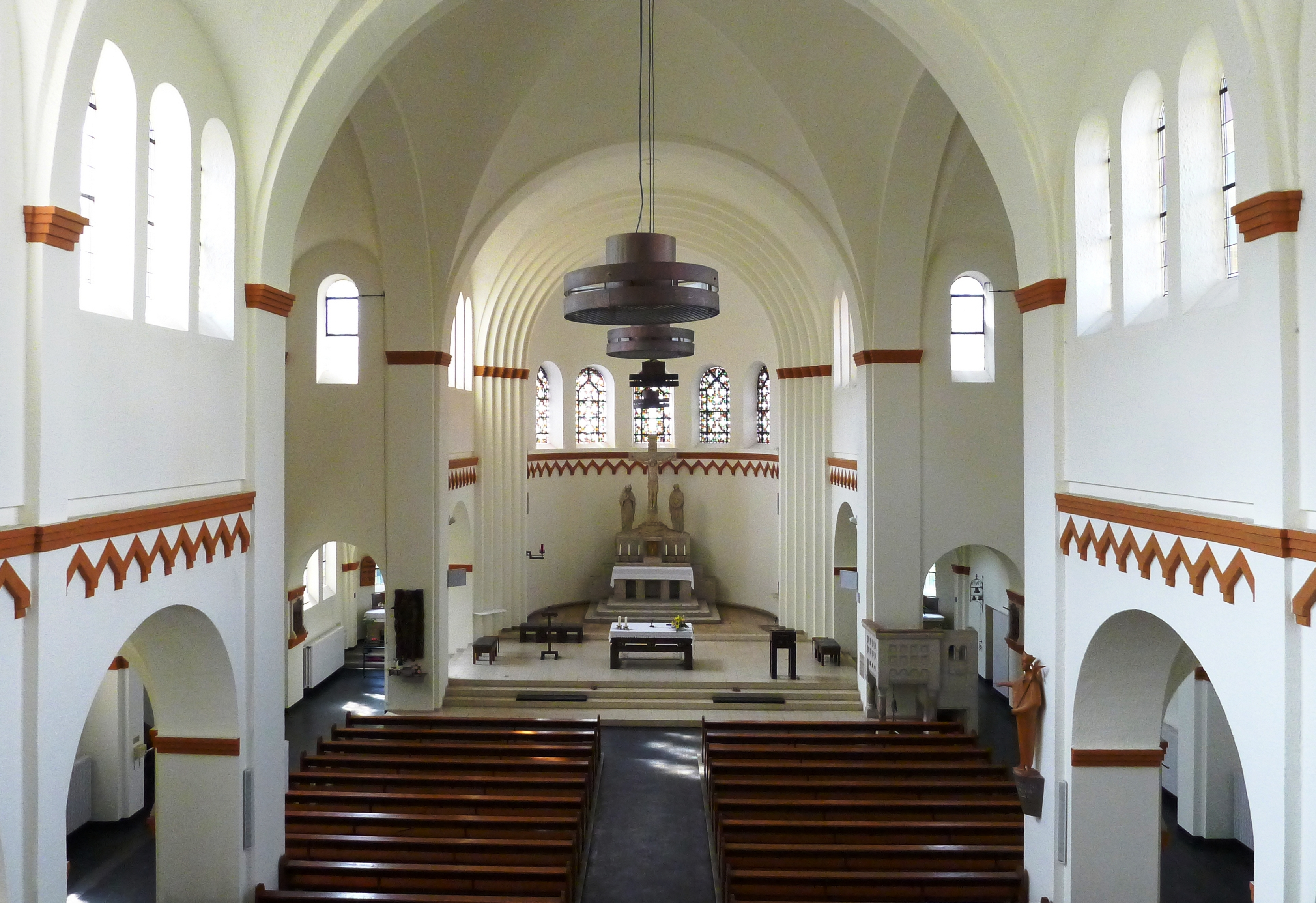
Intérieur de l'église en 2012

Une grande partie des paroissiens de l'église Sainte-Claire de Neukölln, quartier comprenant au tournant du XIXe siècle et du XXe siècle vingt mille habitants, demande la construction d'une église supplémentaire. L'acte de fondation d'un comité de financement date de 1904, avec l'achat d'un terrain sur la Kranoldplatz. Le conseil paroissial décide également de dédier cette église à la mémoire d'Eduard Müller (1818-1895), prêtre, aumônier de différentes associations catholiques et ancien député du Zentrum, dit l'« apôtre de Berlin ». De nombreuses associations catholiques participent au financement de la construction et de la décoration intérieure de l'édifice.
La communauté Saint-Édouard est fondée le 23 septembre 1905 et se réunit d'abord dans une maison de la Rudower-Straße. Elle est élevée au rang de quasi-paroisse le 1er avril 1906 et de paroisse en 1924. La tombe d'Eduard Müller se trouve à la crypte depuis 1920, lorsque sa dépouille y a été transférée du cimetière Sainte-Edwige. August Froehlich y a servi comme vicaire de 1921 à 1924, tout de suite après son ordination.
La toiture et le clocher souffrent de graves dommages pendant la bataille de Berlin et l'édifice n'est pleinement restauré qu'en 1957. Les vitraux, qui avaient été évacués pendant la guerre en Silésie, disparaissent. À cause des difficultés financières de l'archidiocèse de Berlin et de la baisse de la pratique religieuse des catholiques berlinois, l'église perd son statut d'église paroissiale en 2004, date à laquelle la paroisse fusionne avec sa paroisse-mère Sainte-Claire.
L'église a été restaurée et réaménagée selon les nouvelles normes de Vatican II en 1971. On remarque une statue de bronze de la Vierge, œuvre de Paul Brandenburg de 1977.